# Колонна (рід)
Колонна (італ. Colonna, лат. Columnensis) — римський рід, давня італійська фамілія, яка відігравала в середньовічній історії Риму велику роль; особливо відомі її постійні чвари з родом Орсіні. Її родоначальником вважають герцога Стефана, який прийшов з Німеччини в Італію близько 1037 року; він одружився з графинею Емілією, володаркою Палестрини. Його нащадок П'єтро делла Колонна (1099—1151), що належить до гілки графів Тускулумських, отримав, за переказами, своє прізвисько від колони Траяна, поруч з якою він жив і володів величезними земельними володіннями, в тому числі містом Палестрина і потужними замками. Рід існує досі.
З численних представників могутнього роду Колонна, який чинив дуже сильний вплив на обрання пап, найбільш відомі:
- Егідій Колонна (Aegidius a Columnis) (1247—1316) — вчений-августинець і вихователь Філіппа IV Вродливого, для якого він написав твір «De regimine principum» (1282). Колонна був строгим прихильником навчань Томи Аквінського; за вченість прозваний doctor fondatissimus; у 1292 році підвищений до статусу генерала свого ордену, в 1296 році — призначений архієпископом Буржа.
- Джованні Колонна — кардинал за Миколая III в 1278 році; великий вплив мав за Миколая IV. Був противником Боніфація VIII, тому його разом з братами позбавили володінь та вигнали з Італії. Помер в 1318 році.
- Джакомо Шарра Колонна — брат Джованні, за те, що дав йому притулок у Палестрині, був оточений папськими військами, які взяли Палестрину. Шарра втік до Франції, звідки був посланий Філіпом Красивим разом з Ногаре в Італію і сприяв взяттю в полон папи Боніфація VIII в Ананьї. Пізніше він перейшов до ґібелінів, відкрив Рим Людовику Баварському, але невдала спроба позбавити влади Івана XXII спричинила його вигнання, за якого він і помер.
- Стефано Колонна (помер в 1348 році) — брат Джованні і Джакомо Шарри, друг Петрарки, вождь опозиції проти Коли ді Рієнца; загинув під час повстання останнього.
- Просперо Колонна (1452—1523) — командуючи в 1521 році імператорськими і папськими військами, вигнав французів з Мілана, розбив в 1522 році маршала Лотрека біля Бікокке, взяв Геную і захистив Мілан від Боніве .
- Фабріціо Колонна (помер в 1520 році) — відомий італійський кондотьєр, бився разом з Просперо Колонна у Війні Камбрейської ліги.
- Вітторія Колонна — його дочка, поетеса, подруга Мікеланджело.
- Оддоне Колонна — римський папа Мартин V.
- Помпео Колонна — кардинал і віцекороль неаполітанський з 1530 року, помер в 1532 році.
- Маркантоніо прославився в битві при Лепанто, командуючи папськими галерами, помер в 1584 році віцекоролем Сицилії .
- Просперо Колонна ді Шарра — кардинал і церковний сановник в Папської області, кардинал-диякон Сан-Джорджо-ін-Велабро[it], Санта-Марія-ад-Мартірес[it] і Сант’Агата-дей-Готі[it].